# Helmer Boelsen
Helmer Boelsen [ˈboːlzən] (* 13. Januar 1925 in Frankfurt am Main; † 30. September 2015) war ein deutscher Sportjournalist.
Helmer Boelsen war seit 1947 als Sportjournalist tätig. Von 1963 bis 1965 war er Redakteur der Sport-Illustrierten in München, bei den UCI-Weltmeisterschaften 1966 in Köln, Frankfurt und auf dem Nürburgring der Pressechef. Von 1968 bis 1971 war er als Sportredakteur bei United Press International in Frankfurt tätig. Anschließend arbeitete er als Sportredakteur bis zu seiner Pensionierung bei der Frankfurter Rundschau. Neben seiner Tätigkeit als Journalist veröffentlichte er Bücher über Radsport und Fußball. Zuletzt war er als freier Journalist weiter aktiv.
Zwischen 1951 und 1999 war Boelsen bei 45 Rad-Weltmeisterschaften dabei, begleitete 30-mal die Tour de France und 15-mal die Deutschland-Rundfahrt. Auch war er bei Olympischen Spielen und Welt- und Europameisterschaften im Fußball als Berichterstatter vor Ort. Viele Jahre zeichnete er auch für die Pressearbeit des Rennens Rund um den Henninger-Turm verantwortlich; gemeinsam mit dem inzwischen verstorbenen Organisator Hermann Moos verfasste er das Buch Zwei Brüder auf dem Tandem.

## Schriften
- Die Tour der tausend Leiden. In: Sportuniversum 2., Köln 1965, S. 20–36.
- Tour de France: Giganten, Geschäfte und Geschichten. Limpert, Frankfurt am Main 1969, DNB 456150536.
- Das grosse Fussballbuch. Limpert, Frankfurt am Main 1969, DNB 456817581.
- Dietrich Thurau: Sonnyboy und Supermann. Copress-Verlag, München 1980, ISBN 3-76790128-5.
- Eddy Merckx. Copress-Verlag, München 1973, DNB 740048953.
- Friedebert Becker (Hrsg.): Europapokal 1975 der Meister, der Pokalsieger, UEFA-Pokal. Copress-Verlag, München 1975, ISBN 3-76790034-3 (als Mitautor)
- Radsport: Unvergeßliche Rennen und ihre Helden. Copress-Verlag, München 1997, ISBN 3-76790658-9.
- Unter Engeln und Kannibalen. Covadonga-Verlag, Bielefeld 2003, ISBN 3-93697302-4.
- (gemeinsam mit Hermann Moos): Zwei Brüder auf dem Tandem:  Ein Leben für den Radsport. Frankfurt am Main, 2004.
- Die Geschichte der Rad-Weltmeisterschaft. Covadonga Verlag, Bielefeld 2007, ISBN 978-3-93697333-4.